# Louis d'Orléans-Bragance
Louis Marie Philippe Pierre d'Alcantara Gaston Michel Raphaël Gonzague d’Orléans et Bragance, qui porte le titre de prince impérial du Brésil, est un prince brésilien, né le 26 janvier 1878 à Petrópolis (Brésil) et décédé le 26 mars 1920, à Cannes (France). C'est un descendant de Louis-Philippe Ier, roi des Français, donc issu de la maison d'Orléans, et un écrivain brésilien de langue française. Il est par ailleurs à l'origine de la branche de Vassouras de la maison d'Orléans et Bragance.

## Famille

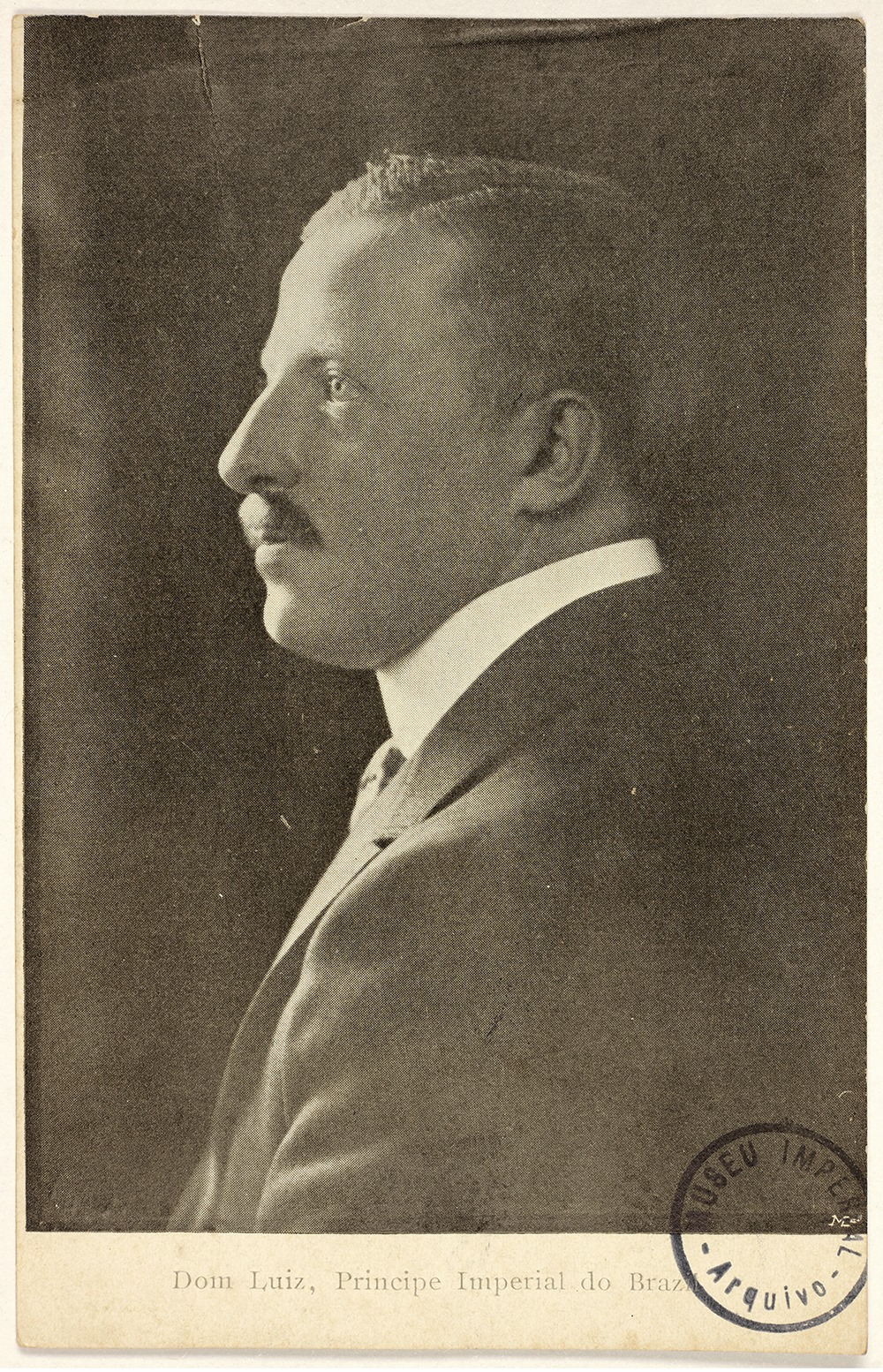
Louis d'Orléans et Bragance, qui se revendique prince du Grão-Para.

Louis d'Orléans et Bragance est le deuxième fils d'Isabelle de Bragance (1846-1921), princesse impériale du Brésil et plusieurs fois régente de son pays, et de son époux Gaston d'Orléans (1842-1922), comte d'Eu.
Le 3 novembre 1908, le prince Louis épouse à Cannes Pia de Bourbon (1878-1973), qui porte le titre de courtoisie de princesse des Deux-Siciles, elle-même fille d'Alphonse de Bourbon (1841-1934), prince royal des Deux-Siciles et comte de Caserte, et de son épouse Marie-Antoinette de Bourbon (1851-1938), princesse des Deux-Siciles.
De cette union naissent trois enfants, porteurs du titre de courtoisie de prince ou princesse du Brésil (l'aîné se revendiquant prince impérial) :
- Pedro Henrique d'Orléans et Bragance (1909-1981), qui épouse Maria Elisabeth de Wittelsbach (1914-2011), princesse royale de Bavière, avec laquelle il a douze enfants.
- Luiz Gastão d'Orléans et Bragance (1911-1931), mort sans alliance ni descendance et inhumé à la chapelle royale de Dreux.
- Pia Maria d’Orléans et Bragance (1913-2000), qui épouse René de Nicolaÿ (qui portait le titre de courtoisie de comte), dont elle a deux fils. Suivant la logique propre à la branche de Vassouras, son mariage hors du cercle des familles régnantes ou anciennement régnantes lui fait perdre en 1948 son titre de courtoisie de princesse du Brésil.

## Biographie
Élevé au Brésil pendant le règne de son grand-père, l'empereur Pierre II, le prince Louis d'Orléans et Bragance part en exil avec sa famille lorsqu'est proclamée la République, en 1889. Le prince, qui n'est alors que troisième dans l'ordre de succession au trône (juste après sa mère et son frère aîné), réalise donc ses études en France à l'Ecole Saint-Jean à Versailles puis au collège Stanislas et c'est également dans ce pays qu'il se marie, en 1908.
La même année, Louis d'Orléans et Bragance reçoit le titre de prince du Grão-Para — qui était constitutionnellement celui du fils aîné de l'héritier présomptif de la couronne brésilienne — lorsque son frère aîné, Pierre (1875-1940) se marie avec la comtesse tchèque Élisabeth Dobrzensky de Dobrzenicz (1875-1951). La princesse impériale exige en effet que ses fils choisissent leurs épouses dans des familles royales. Elle écrit en 1908 à la baronne de Loreto (pt) : « Il y a plus de cinq ans que [notre fils Pedro] désirait épouser la Comtesse Elisabeth Dobrzensky, d'excellente famille noble et ancienne. Comme cependant elle n'était pas de famille royale, nous avons retardé notre consentement jusqu'à ce que Luís se marie, et maintenant nous comptons accepter » (néanmoins, l'ancienne famille royale des Deux-Siciles, à laquelle appartient l'épouse de Luís — le fils cadet — a perdu son trône depuis 1861). Le consentement si longtemps différé s'assortit d'une condition préalable posée par la prétendante au trône du Brésil : elle exige que son fils aîné renonce d'abord à ses droits à la couronne. Pedro de Alcântara se plie à ce caprice de sa mère, mais il déclarera plus tard que sa renonciation n'était pas valide et qu'elle ne s'appliquait pas à ses descendants.
Au début du XXe siècle, Louis d'Orléans et Bragance noue des liens avec les chefs du mouvement monarchiste brésilien et tente un retour dans son pays natal, malgré la loi d'exil qui lui interdit de s'y rendre. Le 12 mai 1906, le prince arrive donc dans le port de Rio de Janeiro, à bord de l’Amazone. Mais son débarquement est interdit par les autorités républicaines qui refusent de reconnaître sa demande d’habeas corpus. Dépité, il retourne donc en Europe par le même bateau et ne reverra plus jamais le Brésil.
Comme ses deux frères, Louis devient lieutenant des hussards des forces armées austro-hongroises et sert à plusieurs reprises l’empereur François-Joseph. Toutefois, pendant la Première Guerre mondiale, le prince est autorisé par le roi George V du Royaume-Uni à s'engager dans l'armée britannique pour combattre aux côtés des Alliés. Il est attaché à l'état-major du 1er corps d'armée et de la 1re armée britannique. Mais il est blessé pendant le conflit, sur le front de l'Yser et garde de profondes séquelles, il a en particulier contracté une forme particulièrement agressive de rhumatisme osseux qui le rend quasiment incapable de marcher, qui causeront sa mort deux années seulement après la fin des hostilités.
Ironie de l'histoire, l'exil de le famille impériale du Brésil prend fin en 1920, année où meurt le prince du Grão-Para de la branche de Vassouras. Il est enterré avec son épouse dans la chapelle royale de Dreux en France.

## Titulature et décorations

### Titulature
- 26 janvier 1878 — 30 octobre 1908 : Son Altesse Impériale et Royale le prince Louis d'Orléans-Bragance, prince de Brésil
- 30 octobre 1908 — 26 avril 1909 : Son Altesse Impériale et Royale le prince impérial de Brésil, prince d'Orléans-Bragance
- 26 avril 1909 — 26 mars 1920 : Son Altesse Impériale et Royale le prince et chef de la maison impériale du Brésil, prince d'Orléans-Bragance.

### Décorations
- Grand-croix de l'ordre de la Croix du Sud (empire du Brésil)[10]
- Grand-croix de l'ordre de Pierre Ier (empire du Brésil)[10]
- Grand-croix de l'ordre de la Rose (empire du Brésil)[10]
- Grand-croix de l'ordre de Charles III (royaume d'Espagne)
- Chevalier de l'ordre national de la Légion d'honneur (République française)
- Médaille du jubilé de l'empereur François-Joseph (1848-1898) (Autriche-Hongrie)
- Médaille de l'Yser (royaume de Belgique)
- Croix de guerre 1914-1918 (République française)
- 1914-15 Star (Royaume-Uni)
- British War Medal (Royaume-Uni)
- Victory Medal (Royaume-Uni)

## Œuvres
Louis d'Orléans et Bragance est l'auteur de plusieurs livres et articles de voyage écrits en français :
- « Au Mont-Blanc, 15-16 septembre 1896 » dans la Revue du Mont-Blanc, A. Dubouloz, 1897.
- Dans les Alpes, 1896-1899, Plon, Paris, 1901 : lire en ligne
- Tour d'Afrique : de Paris à Lourenço Marques, au camp des Boers, chasse et retour..., Plon, Paris, 1902.
- À travers l'Indo-Kush, éditions Gabriel Beauchesne, Paris, 1906.
- Sous la Croix-du-Sud, Brésil, Argentine, Chili, Bolivie, Paraguay, Uruguay, Plon, Paris, 1912 : lire en ligne